# The People Who Grinned Themselves to Death
The People Who Grinned Themselves to Death es el segundo y último álbum de estudio por la banda británica de Indie rock The Housemartins. Fue lanzado en 1987. Las canciones Five Get Over Excited, Me and the Farmer y Build fueron lanzados como singles. El título de la canción que da nombre al álbum es acerca de la Familia Real Británica, lo que los encontró ganando controversia en los periódicos sensacionalistas similar a la de otras bandas como Sex Pistols, The Smiths y The Stone Roses.

## Lista de canciones
Todas las canciones fueron escritas por Paul Heaton y Stan Cullimore
1. The People Who Grinned Themselves to Death – 3:33
2. I Can't Put My Finger on It – 2:28
3. The Light Is Always Green – 3:59
4. The World's on Fire – 3:20
5. Pirate Aggro – 1:52
6. We're Not Going Back – 2:53
7. Me and the Farmer  – 2:54
8. Five Get Over Excited  – 2:44
9. Johannesburg – 3:55
10. Bow Down – 3:04
11. You Better Be Doubtful – 2:32
12. Build – 4:45

## Personal
- Norman Cook – Bajo, coros
- Dave Hemingway – Batería, Coros
- Paul Heaton – voz, guitarra, trombón
- Stan Cullimore – Guitarra, coros

## Personal adicional
- Guy Barker – Trompeta
- Sandy Blair – Tuba
- St. Winifred's School Choir – Coros, Vocales
- Pete Wingfield – Piano, Teclados

## Personal técnico
- John Williams – Productor
- The Housemartins – Productor
- Phil Bodger – Ingeniero
- David Storey – Diseño de manga
- John Sims – Diseño de manga
- Phil Rainey – Fotografía de portada
- Derek Ridgers – Fotografía de la banda